# Клод Соте
Клод Соте́ (фр. Claude Sautet; 23 лютого 1924, Монруж, О-де-Сен — 22 липня 2000, Париж) — французький кінорежисер та сценарист.

## Біографія
Клод Соте народився 23 лютого 1924 році у Монружі (департамент О-де-Сен, Франція) в сім'ї бізнесмена. Навчався у Вищій школі декоративних мистецтв (фр. École des Arts decoratifs), працював музичним критиком і педагогом. У 1946 закінчив Вищий інститут кінематографії (IDHEC). Стажувався у Клода Отан-Лара на зйомках стрічки «Займися Амелією» та у низки інших режисерів. Працював продюсером і сценаристом для французького телебачення. Як режисер дебютував у 1955 році комедією «Добрий день, посмішко». На початку 1960-х Соте звертається до детективних сюжетів у фільмах «Зваж на всі ризики» (1960) з участю Ліно Вентури та Жана-Поля Бельмондо й «Дати дуба» (1965), які були високо сприйняті критикою і глядачем. Починаючи з фільму «Життєві дрібниці» (1970), фільму, що отримав премію Деллюка, Клод Соте став відомий як тонкий, спостережливий і глибокий дослідник характерів французької буржуазії, особливо людей середніх років.
Фільм «Життєві дрібниці» (1970), з ентузіазмом прийнятий на Каннському фестивалі, приніс Соте міжнародну популярність, а також позначив новий виток у кар'єрі Ромі Шнайдер. Співпраця Соте і Шнайдер продовжилася у фільмах «Макс і бляхарі», «Сезар і Розалі»; за роль у фільмі «Проста історія», номінованому на «Оскар» як найкращий іноземний фільм, Шнайдер отримала премію «Сезар» як найкраща акторка.
У 1993 за фільм «Крижане серце» Соте отримав Срібного лева на Венеційському кінофестивалі і премію «Сезар» як найкращий режисер. Цю ж премію він отримав через три роки за свій останній фільм «Неллі та пан Арно».
Помер Клод Соте від раку 22 липня 2000 року у Парижі на 77-му році життя. Похований на цвинтарі Монпарнас.

## Фільмографія
Режисер
- 1955 — Добрий день, посмішко / Bonjour sourire
- 1960 — Зваж на всі ризики / Classe tous risques
- 1965 — Дати дуба / L'Arme à gauche
- 1970 — Життєві дрібниці / Les Choses de la vie
- 1971 — Макс і бляхарі / Max et les ferrailleurs
- 1972 — Сезар і Розалі / César et Rosalie
- 1974 — Венсан, Франсуа, Поль та інші / Vincent, François, Paul… et les autres
- 1976 — Мадо / Mado
- 1978 — Проста історія (У кожного свій шанс) / Une histoire simple
- 1980 — Поганий син / Un mauvais fils
- 1983 — Офіціант! / Garçon!
- 1988 — Декілька днів зі мною / Quelques jours avec moi
- 1992 — Крижане серце / Un cœur en hiver
- 1995 — Неллі та пан Арно / Nelly et Monsieur Arnaud

Сценарист
- 1955 — Очі без обличчя / Les Yeux sans visage
- 1963 — Симфонія для різанини / Symphonie pour un massacre
- 1963 — Бананова шкірка / Peau de banane
- 1964 — Щаслива втеча / Échappement libre
- 1965 — Чудове життя / La Vie de château
- 1967 — Пограбування / Mise à sac
- 1970 — Борсаліно / Borsalino
- 1971 — Повторний шлюб / Les Mariés de l'an II

## Визнання

### Нагороди
- Приз Луї Деллюка
  - 1969: Найкращий режисер (за фільм Життєві дрібниці)
  - 1995: Найкращий режисер (за фільм Неллі та пан Арно)

- Премія «Сезар»
  - 1993: Найкращий режисер (за фільм Крижане серце)
  - 1996: Найкращий режисер (за фільм Неллі та пан Арно)

### Номінації
- Премія «Сезар»
  - 1979: Найкращий режисер (за фільм Проста історія)
  - 1981: Найкращий режисер (за фільм Поганий син)